# Gegenkultur

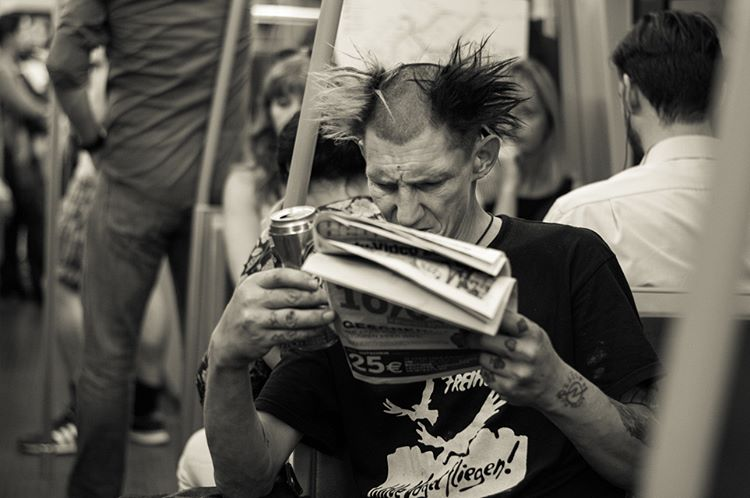
Punk in Wiener U-Bahn

Gegenkultur (engl. counterculture) beschreibt eine bestimmte, längerfristig gesellschaftlich wirksame Untergruppe einer gegebenen Kultur. Im Gegensatz zu einer „Subkultur“ wird – nach John Milton Yinger – unter „Gegenkultur“ das Infragestellen von primären Werten und Normen der Mehrheitskultur verstanden. Dabei spielen mitunter (gesellschaftliche) Visionen und Utopievorstellungen eine Rolle.

## Geschichte
Frühe Beispiele für solche Gegenkulturen finden sich beim fahrenden Volk wie wandernden Handwerkern, der Vagabundenbewegung, im Pietismus und in der frühen Arbeiterbewegung.
Auch einige Jugendkulturen des 20. Jahrhunderts werden als Gegenkultur bezeichnet. Beispiele sind: Wandervogel, Swing-Jugend, Hippie-Bewegung, 68er-Bewegung, Provo-Bewegung, Neue Soziale Bewegungen und in der DDR der 1970er bis Mitte der 1980er Jahre die Blueser- oder Kundenszene. Als jüngere Gegenkultur wird  seit den 1980er Jahren die Punk-Bewegung verstanden, die sich von Großbritannien ausgehend weltweit verbreitet hat (z. B. Punk in Indonesien).
Aus einer Gegenkultur heraus kann sich eine Gegenöffentlichkeit oder gar eine Parallelgesellschaft bilden.
In der Kunst bilden sich Gegenkulturen oft im Underground.